# Agnese Dolci
Agnese Dolci, född 1635, död 1686, var en italiensk konstnär. 
Hon är främst känd för sina religiösa målningar, men de flesta av hennes verk kan inte identifieras utan har påståtts vara hennes fars.  
Hon är representerad på Nationalmuseum i Stockholm. 